# Katar na letnich igrzyskach olimpijskich
Reprezentacja Kataru na letnich igrzyskach olimpijskich po raz pierwszy wystartowała podczas Igrzysk w Los Angeles 1984 roku. Wtedy to barwy Kataru reprezentowało 18 zawodników.
Pierwszym katarskim medalistą olimpijskim jest Muhammad Sulajman, który zdobył brązowy medal w biegu na 1500 m.

## Klasyfikacja medalowa
| Miejsce             | Złoto | Srebro | Brąz | Razem |
| ------------------- | ----- | ------ | ---- | ----- |
| 1984 Los Angeles    | 0     | 0      | 0    | 0     |
| 1988 Seul           | 0     | 0      | 0    | 0     |
| 1992 Barcelona      | 0     | 0      | 1    | 1     |
| 1996 Atlanta        | 0     | 0      | 0    | 0     |
| 2000 Sydney         | 0     | 0      | 1    | 1     |
| 2004 Ateny          | 0     | 0      | 0    | 0     |
| 2008 Pekin          | 0     | 0      | 0    | 0     |
| 2012 Londyn         | 0     | 1      | 1    | 2     |
| 2016 Rio de Janeiro | 0     | 1      | 0    | 1     |
| 2020 Tokio          | 2     | 0      | 1    | 3     |

## Medaliści letnich igrzysk olimpijskich z Kataru

### Złote medale
| Zawodnik           | Dyscyplina sportowa  | Konkurencja                 | Igrzyska   |
| ------------------ | -------------------- | --------------------------- | ---------- |
| Mutazz Isa Barszim | Lekkoatletyka        | Skok wzwyż mężczyzn         | Tokio 2020 |
| Fares Ibrahim      | Podnoszenie ciężarów | Kategoria do 96 kg mężczyzn | Tokio 2020 |

### Srebrne medale
| Zawodnik           | Dyscyplina sportowa | Konkurencja         | Igrzyska            |
| ------------------ | ------------------- | ------------------- | ------------------- |
| Mutazz Isa Barszim | Lekkoatletyka       | Skok wzwyż mężczyzn | Londyn 2012         |
| Mutazz Isa Barszim | Lekkoatletyka       | Skok wzwyż mężczyzn | Rio de Janeiro 2016 |

### Brązowe medale
| Zawodnik                      | Dyscyplina sportowa  | Konkurencja                  | Igrzyska       |
| ----------------------------- | -------------------- | ---------------------------- | -------------- |
| Muhammad Sulajman             | Lekkoatletyka        | Bieg na 1500 m mężczyzn      | Barcelona 1992 |
| Said Saif Asaad               | Podnoszenie ciężarów | Kategoria do 105 kg mężczyzn | Sydney 2000    |
| Nasir al-Atijja               | Strzelectwo          | Trap podwójny mężczyzn       | Londyn 2012    |
| Cherif Younousse, Ahmed Tijan | Siatkówka plażowa    | Turniej mężczyzn             | Tokio 2020     |

## Medale według dyscyplin sportowych
| Klasyfikacja medalowa | Klasyfikacja medalowa | Klasyfikacja medalowa | Klasyfikacja medalowa | Klasyfikacja medalowa | Klasyfikacja medalowa |
| --------------------- | --------------------- | --------------------- | --------------------- | --------------------- | --------------------- |
| Miejsce               | Dyscyplina            | Złoto                 | Srebro                | Brąz                  | Razem                 |
| 1.                    | Lekkoatletyka         | 1                     | 2                     | 1                     | 4                     |
| 2.                    | Podnoszenie ciężarów  | 1                     | 0                     | 1                     | 2                     |
| 3.                    | Siatkówka plażowa     | 0                     | 0                     | 1                     | 1                     |
| 3.                    | Strzelectwo           | 0                     | 0                     | 1                     | 1                     |